# アヤズ・ビュータ
アヤズ・ビュータ（Ayaz Bhuta、1989年4月17日 - ）は、イギリスの車いすラグビー選手。イングランドボルトン出身。

## 略歴
2012年、車いすラグビーを始める。
2016年、リオデジャネイロパラオリンピック競技大会イギリス代表に選ばれる。
そして2021年、東京2020パラオリンピック競技大会イギリス代表に選ばれて金メダル獲得。